# Jolanda Grimbergen
Jolanda Grimbergen (Rijnsburg, 7 augustus 1967) is een Nederlands voormalig langebaan- en marathonschaatsster en shorttracker. Ze is een oudere zus van Petra Grimbergen.
Bij het, destijds nog officieuze, Nederlands kampioenschap shorttrack in 1983 werd Grimbergen tweede. Ze nam dat jaar deel aan het wereldkampioenschap shorttrack.
Grimbergen werd in 1991 Nederlands kampioen allround. Bij de Nederlandse kampioenschappen afstanden won ze in 1990 zilver op de 5000 meter en brons op de 1500 meter en 3000 meter. In 1991 won Grimbergen zilver op de 3000 meter. Grimbergen nam deel aan de Europese kampioenschappen schaatsen 1990 en 1991 en werd beide keren dertiende. 
Op de marathon won Grimbergen in 1994 en 1995 de KNSB Cup. In 1997 eindigde Grimbergen bij de vijftiende Elfstedentocht als vijfde.

## Records

### Persoonlijke records[3]
| Afstand      | Tijd     | Datum            | Baan       |
| ------------ | -------- | ---------------- | ---------- |
| 500 meter    | 42,55    | 19 januari 1990  | Heerenveen |
| 1000 meter   | 1.25,97  | 19 februari 1989 | Heerenveen |
| 1500 meter   | 2.09,79  | 20 januari 1990  | Heerenveen |
| 3000 meter   | 4.31,82  | 9 december 1990  | Calgary    |
| 5000 meter   | 7.45,43  | 21 januari 1990  | Heerenveen |
| 10.000 meter | 16.35,02 | 15 maart 1993    | Den Haag   |